# Фрагменти миљоказа са локалитета у Панику
Фрагменти миљоказа са локалитета у Панику су материјални остаци римских комуникација на подручју источне Херцеговине  и западне Црне Горе (која је била у саставу провинције Далмације). Током истраживања која су почела у другој половини 19. и првој половини 20. века, и претходила су истраживањима трасе римског пута Епидаур—Скодра и Нарона — Скодра, настављена су интензивнијим истраживањем око насеља Паник пре њеног потапања водама Билећког језера. Оно што вековима није могло да збрише природа херцеговачке земље урадила је то зачас вода Билећког језера која је пре више од пола века, као вештачка акумулација тадање електопривреде СФР Југославије, загосподарила овим простором, укључујући и археолошки локалитет некадашњег римског насеља Леуснијум (Паник). Потопљен је терен на којем су се налазили многобројни археолошки надгробни споменици изузетне научне и културно-историјске вредности. Брана од 123 метра затворила је природни проток реке Требишњице, а њене укроћене воде преплавиле су површину од 33 квадратна километра и направиле огромно језеро од Билеће до Гранчарева испод којег су остала насеља Паник, Орах, Чепелица, Задубље и Мируше са засеоцима. Заједно са селима, вода је потопила и споменике прошлости: гробља, путеве и цркве.

## Историја
Доласком Римљана у Далматинске и Херцеговачке крајеве, наступио је сурови период романизације, што је изазвало отпор локалног староседилаца. Због тога су Римљани изложили Далмацију и Херцеговину тешкој експлоатацији и истребљењу становништва. Доведене су јаке војне јединице и предузет је читав низ мера, да би се новоосвојени крајеви, што пре укључили у живот ове велике империје. Било је то у 4. веку.
Да би се олакшало војсци продирање кроз Далматинске и Херцеговачке крајеве, Римљани су почели изградњу путева, који су уједно служили и за развој трговине. Посебан значај је имао римски пут који је спајао Цавтат и Требиње и Требиње и Никшић. Траса овога пута према мишљењу археолога ишла је од Требиња узводно до Нецвијећа, а одатле је скретала према северозападу преко Моска и избила на Кленак. Онда, преко Врчевице на Требишњицу до Паника, и код Парежа, прелазила на другу страну реке, продужујући према Никшићу. Изградња пута највероватније је почела у време цара Тиберија, а завршен у време цара Клаудија.
Једном, у том историјском раздобљу изграђене путеве означене миљоказима, Римљани су оставили у наслеђе будућим ;генерацијама које их данас користе и непрестано дограђују.
Током градње путева на простору данашње источне Херцеговине и западнме Црне Горе, које су улазиле у састав римске провинције Далмације – раније Горњег Илирика, Римљани су морали да имају у виду геоморфолошких карактеристика изразито крашког терена, који је једино омогућавао да се комуникације граде кроз природне пролазе масива Динарида.
Римске власти су водиле рачуна да дуж комуникација обезбеде пијаћу воду у овим крашким безводним пределима па су местимично уз саобраћајницу градили бунаре.
Постојање римских путева на простору источне Херцеговине данас нам је познато на основу археолошких остатака миљоказа и делова комуникација на терену и из сачуваних античких писаних извора.
Сви важнији римски путеви који се сматрају комуникацијама првог реда били су означени миљоказима – од камена обло исклесаним стубовима у широких око 40 цм, високих око 150 цм. На локалитету у Панику пронађен је већи број ових споменика и њихових фрагмената. Већина их је анепиграфска, али има и примјерака са натписима.
Миљокази откривени у Панику су, најверодостојнији докази постојања трасе римског пута, јер су откривени на првобитном месту, in situ, или поред комуникације.
Посебно су значајни епиграфски (ILJug 999; ILJug 1012) и анепиграфски миљокази нађени поред римске комуникације Паник—Ријечани—Никшић (лат. Leusinium—Sаllunto—Anderba)., који су откривени током археолошких истераживања заједно са остатком пута (насипи, ивичњаци, калдрма).

## Значај археолошког открића
Епиграфски споменици, попут миљокази, са локалитета у Панику сведоче о важности географског положаја овог подручја кроз које су пролазили антички путеви. Поред ових из Паника археолошки налази (остаци римског насеља, пута, фрагменти миљоказа) са локалитета у Гацку и Невесињу (југ провинције Далмације) указују на то да је ово подручје релативно рано било повезано мрежом римских комуникација.
Уз трасу пута Нарона (Вид) – Леусиниум (Паник) поред миљоказа пронађена је у селу Требимља, поред миљоказа и надгробна стела Публија Аплија, декуриона муниципација Дилунтум и остаци поклопца дечијег саркофага са оштећеним натписом.
Уз трасу другог пута Епидаурум (Цавтат) – Андербе (Никшићко поље) у Џиварском пољу, пронађена су два миљоказа са натписима: 
- један постављен за време цара Клаудија (датован у 47/48.г.н.е.)
- други, са оштећеним натписом, из каснијег периода, приписује се царевима Флавију Јулију Валенсу и Валентинијан I.[3]